# Carnuntum
Carnuntum var en romersk militærlejr i hvad der nu er Østrig. Dens rester findes på hovedvejen halvejs mellem Wien og Bratislava i Niederösterreich.
I 2011 fandt man resterne af en gladiatorskole
I dag findes blandt andet et museum.